# Bernhard Schmid
Bernhard Schmid (ur. 26 września 1872 w Bernburgu, zm. 11 lutego 1947 w Husum, Szlezwik-Holsztyn), niemiecki konserwator zabytków, konserwator prowincjonalny Prus Zachodnich, wieloletni opiekun zamku w Malborku.
Był synem oficera – Gustava Schmida. Kształcił się w gimnazjum w Kołobrzegu, gdzie jego nauczyciel gimnazjalny – brat kierownika zarządu zamku malborskiego Conrada Steinbrechta – zainteresował go budownictwem krzyżackim. Ukończył studia w Wyższej Szkole Budowlanej w Berlinie, pracował jako rejencyjny technik budowlany w Koblencji; w 1897 został skierowany do pracy w Malborku. Został tam bliskim współpracownikiem dr. Conrada Steinbrechta, a od 1902 pełnił funkcję konserwatora zabytków Prus Zachodnich (z siedzibą w Starogardzie, od 1905 w Malborku). Od 1922 był kierownikiem zarządu zamku krzyżackiego w Malborku, ponadto w latach 1903–1925 kierował malborskim Urzędem Budowlanym.
Kontynuował prace nad odbudową zamku malborskiego oraz kontynuował prowadzoną już wcześniej inwentaryzację zabytków Prus Zachodnich. Opracował i wydał katalog zabytków zamku malborskiego (w kilku tomach), publikował artykuły i monografie poświęcone sztuce państwa krzyżackiego. Był jednym z organizatorów międzynarodowych XI Dni Ochrony Zabytków w Gdańsku (1909). W czasie I wojny światowej przyczynił się do uratowania zabytkowych dzwonów kościelnych, zagrożonych przetopieniem na potrzeby wojskowe. W pracach nad renowacją zamku malborskiego, w odróżnieniu od Steinbrechta, kładł nacisk na odtwarzanie budowli w ich pierwotnej formie, natomiast dr Conrad Steinbrecht wielokrotnie nad realizm przedkładał „upiększanie” wnętrz.
Został uhonorowany doktoratem honoris causa uniwersytetu w Królewcu (1924). Zaprojektował m.in. pomnik 152 pułku piechoty w Malborku (1925), pieczęć Bractwa Strzeleckiego, nowy kształt herbu miasta (1926) i powiatu (1932). Był współzałożycielem i członkiem zarządu Towarzystwa Komunikacyjnego w Malborku (1911). W 1933 r. brał udział w Międzynarodowym Kongresie Historyków w Warszawie. W 1935 roku w ramach realizacji projektu dotyczącego architektury gotyckiej, odbył wizyty naukowe w Toruniu, Włocławku, Płocku, Warszawie, Czersku i Brześciu Kujawskim. W 1937 uniwersytet królewiecki wycofał się z inicjatywy nadania mu honorowej profesury po naciskach działaczy nazistowskich; była to reakcja na negatywną opinię Schmida jako konserwatora zabytków na pomysł budowy hotelu dla działaczy NSDAP przy zamku malborskim. Ostatecznie po wielu naciskach Schmid zapisał się do partii nazistowskiej w styczniu 1938 (antydatowany na 1 maja 1937 roku), dzięki czemu nie musiał odejść na emeryturę po ukończeniu 65 roku życia. Pod koniec wojny prowadził zajęcia ze sztuki zakonu krzyżackiego ze studentami na królewieckiej Albertyny. Z dniem 1 czerwca 1941 r. Schmid przestał sprawować urząd konserwatora prowincjonalnego. W 1941 przeszedł na emeryturę, rok później odebrał honorowe obywatelstwo Malborka. Wyjechał z miasta wraz z ostatnim transportem ludności cywilnej 24 stycznia 1945, ostatnie lata życia spędził w Szlezwiku-Holsztynie. Został pochowany na cmentarzu ewangelickim w Husum.
Niektóre publikacje:
- Die Bau und Kunstdenkmäler des Kreises Rosenberg
- Die Bau und Kunstdenkmäler des Kreises Stuhm
- Die Bau und Kunstdenkmäler des Kreises Marienburg
- Die Inschriften des deutschen ordenslandes Preussen bis zum Jahre 1466
- Die Marienburg: ihre Baugeschichte dargestellt / von Bernhard Schmid ; aus dem Nachlass herausgegeben, erganzt und mit Abbildungen versehen von Karl Hauke.
- Amtlicher Führer Schloß Marienburg
- Schloß Marienburg in Preußen
- Die Befestigungsanlagen der Marienburg Herausgegeben von der Historischen Kommission für ost- und westpreußische Landesforschung von der Historischen Kommission für ost- und westpreußische Landesforschung, 1929
- Führer durch das Schloß Marienburg in Preußen. Verwaltung d. Staatl. Schlösser u. Gärten

## Nagrody
Uhonorowano go: Królewskim Orderem Koronnym IV klasy, Krzyżem Zasługi za Pomoc Wojenną 1916 r., Złotą Odznaką za Wierną Służbę (Goldenes Treudienstzeichen), otrzymał nagrodę Herdera Fundacji J. W. Goethego (19 października 1941), 26 września 1942 r. medal Goethego za Naukę i Sztukę za osiągnięcia w zakresie badań nad zamkiem malborskim i budownictwa państwa zakonu niemieckiego, Wojenny Krzyż Zasługi nadano mu 1 grudnia 1943 r., honorowe obywatelstwo Malborka otrzymał w siedemdziesiątą rocznicę urodzin 6 listopada 1942 r.

## Przynależność polityczna
Był monarchistą i konserwatystą. Do 1918 r. był członkiem partii konserwatywnej, w latach 1918–1933 należał do Deutschnationale Partei, w latach 1906–1939 do Deutsche Kolonialgesellschaft. W 1938 roku, chcąc utrzymać posadę mimo osiągnięcia wieku emerytalnego, został członkiem NSDAP.